# Начальник Генерального штаба Вооружённых Сил Республики Беларусь
Начальник Генерального штаба Вооружённых Сил Республики Беларусь (бел. Начальнік Генеральнага штаба Узброеных Сіл Рэспублікі Беларусь, до 2001 года — Начальник Главного штаба) — первый заместитель министра обороны, который назначается и освобождается от должности президентом по рекомендации министра обороны. Начальник Генерального штаба подчиняется министру обороны и несёт персональную ответственность за выполнение задач, возложенных на Генеральный штаб. Начальник Генерального штаба является непосредственным военным начальником всего личного состава Вооружённых сил, а при обеспечении Генерального штаба в военное время от имени Президента Республики Беларусь стратегическим управлением военной организации государства — высшим начальников войск и воинских формирований.

## Функциональные обязанности
- руководит Генеральным штабом и организует его работу;
- осуществляет оперативное управление Вооружёнными Силами;
- организует в установленном порядке перевод Вооружённых Сил с мирного на военное время;
- организует проверки боевой и мобилизационной готовности в Вооружённых Силах;
- руководит боевым дежурством в Вооружённых Силах и контролирует выполнение стоящих перед ними задач;
- контролирует исполнение законодательства Республики Беларусь в Вооружённых Силах;
- организует оперативно-мобилизационную подготовку в Вооружённых Силах, руководит обеспечением их боевой и мобилизационной готовности к выполнению задач по обеспечению
- военная безопасность и вооружённая оборона Республики Беларусь, её суверенитета, независимости и территориальной целостности;
- издает приказы и распоряжения в пределах своей компетенции, даёт распоряжения, организует и проверяет их исполнение. Выполняя указания министра обороны, отдаёт приказы от его имени;
- участвует в реализации кадровой политики, направленной на укомплектование Вооружённых Сил квалифицированными специалистами, в пределах своих полномочий обеспечивает их подбор, расстановку и профессиональную подготовку;
- распределяет обязанности между своими заместителями, определяет обязанности руководителей структурных подразделений Генерального штаба;
- утверждает положения о структурных подразделениях Генерального штаба;
- действует без доверенности от имени Генерального штаба, представляет его интересы в государственных органах и иных организациях, распоряжается в установленном порядке своими средствами и закреплённым за ним имуществом, выдаёт доверенность на представление интересов Генерального штаба сотрудникам;
- издаёт в установленном порядке в пределах своей компетенции приказы, обязательные для исполнения республиканскими органами государственного управления, местными исполнительными и распорядительными органами и другими организациями, и организует проверки их исполнения;
- осуществляет иные полномочия в соответствии с законодательными актами Республики Беларусь.

## Список

### Начальники Главного штаба
- Николай Павлович Чуркин (1992—1994)
- Леонид Семёнович Мальцев (1994—1995)
- Александр Петрович Чумаков (1995—1997)
- Михаил Фёдорович  Козлов[бел.] (1997—2001)

### Начальники Генерального штаба
- Сергей Петрович Гурулёв[бел.] (2001—2009)
- Пётр Николаевич Тихоновский[бел.] (2009—2013)
- Олег Алексеевич Белоконев (2014—2019)
- Александр Григорьевич Вольфович (2020—2021)
- Виктор Владимирович Гулевич (2021—2024)
- Павел Николаевич Муравейко (с 2024)